# Путилов, Сидор Антонович
Сидо́р Анто́нович Пути́лов (1916—1943) — советский военнослужащий. Участник Великой Отечественной войны. Герой Советского Союза (1943). Старший сержант.

## Биография
Сидор Антонович Путилов родился 15 мая 1916 года в деревне Лапушина Ишимского уезда Тобольской губернии Российской империи (ныне деревня Голышмановского района Тюменской области Российской Федерации) в крестьянской семье. Русский. Окончил среднюю школу и курсы трактористов. Работал по специальности на машинно-тракторной станции. В 1935—1937 годах проходил срочную службу в рядах Рабоче-крестьянской Красной Армии. С 1939 года С. А. Путилов жил в Свердловске. Служил командиром отделения 1-го городского отделения милиции.
Вновь в Красную Армию С. А. Путилов был призван Ленинским районным военкоматом города Свердловска в первые дни войны. В боях с немецко-фашистскими захватчиками Сидор Антонович с июля 1941 года. Воевал на Западном, Южном и Воронежском фронтах. Весной 1943 года старший сержант С. А. Путилов был направлен в вышедшую из окружения под Харьковом с большими потерями 8-ю отдельную истребительно-противотанковую артиллерийскую бригаду, которая в июне 1943 года была переформирована в 30-ю отдельную ИПТАБр. В должности командира отделения связи взвода управления 1844-го истребительно-противотанкового полка бригады Сидор Антонович принимал участие в Курской битве. В ходе Курской стратегической оборонительной операции 1884-й истребительно-противотанковый артиллерийский полк занимал позиции к востоку от Белгорода у села Мясоедово в полосе обороны 7-й гвардейской армии Воронежского (с 18 июля — Степного) фронта. Во время отражения немецкого наступления на южном фасе Курской дуги старший сержант С. А. Путилов обеспечил бесперебойную связь командного пункта полка с батареями, что позволило командованию эффективно управлять боем. За самоотверженное выполнение боевой задачи Сидор Антонович был награждён медалью «За отвагу». В августе 1943 года он принимал участие в Белгородско-Харьковской операции, в составе своего подразделения освобождал город Харьков. После разгрома немецко-фашистских войск в Курской битве, Красная Армия начала Битву за Днепр. Старший сержант С. А. Путилов участвовал в боях за город Мерефу, прошёл с боями через Левобережную Украину. Особо отличился при форсировании Днепра и в боях за плацдарм на правом берегу реки, получивший название Бородаевского.
24 сентября 1943 года 1844-й и 1848-й истребительно-противотанковые артиллерийские полки 30-й отдельной истребительно-противотанковой бригады вместе с передовыми частями 7-й гвардейской армии вышли к Днепру в районе села Старый Орлик Кобелякского района Полтавской области Украинской ССР. В ночь на 25 сентября 1943 года вместе со штурмовыми отрядами 214-го гвардейского стрелкового полка Днепр форсировало несколько расчётов с орудиями. Ночью 26 сентября на захваченный десантниками и артиллеристами плацдарм у села Бородаевка Верхнеднепровского района Днепропетровской области переправился весь 1848-й ИПТАП. Противник бросил на ликвидацию плацдарма танки элитных дивизий «Мёртвая голова» и «Великая Германия». В течение дня советские войска на плацдарме у Бородаевки отразили 6 яростных атак немцев. Для лучшего управления огнём артиллерии требовалось установить связь командного пункта бригады с войсками на плацдарме. Выполнение боевой задачи было поручено связисту взвода управления 1844-го истребительно-противотанкового артиллерийского полка старшему сержанту С. А. Путилову. Из переправочных средств в распоряжении Сидора Антоновича была лишь малопригодная для этой цели старая рыбацкая лодка, но это не помешало связисту 27 сентября под артиллерийским и миномётным огнём противника, гребя сапёрной лопатой и разматывая катушку с телефонным проводом, форсировать Днепр. Через сорок минут связь плацдарма с левым берегом была установлена, что дало возможность командованию бригады руководить огнём артиллерийских батарей в боях за расширение плацдарма и при отражении контратак противника. В ночь с 29 на 30 сентября на правый берег Днепра осуществили переправу 1844-й и 1846-й полки бригады. В течение последующих боёв по удержанию и расширению плацдарма старший сержант С. А. Путилов обеспечивал бесперебойную связь командного пункта своего полка с батареями, неоднократно под огнём противника устраняя повреждения на линии. 2 октября 1943 года от артиллерийского огня противника линия связи была сильно повреждена. Сидор Антонович быстро проложил новый кабель, но при возвращении на командный пункт он обнаружил, что немецкие диверсанты вновь нарушили связь, вырезав большой кусок провода. Проявив смекалку, связист снял кусок стального провода с находившегося неподалёку телеграфного столба и восстановил повреждённый участок линии связи. Продолжая путь, Сидор Антонович вскоре столкнулся с группой из пяти вражеских разведчиков, которые попытались взять его в плен. Вступив в противоборство с противником, Путилов уничтожил трёх немецких солдат. Два оставшихся диверсанта сумели спастись бегством. За успешное форсирование реки Днепр, прочное закрепление и расширение плацдарма на западном берегу реки Днепр и проявленные при этом отвагу и геройство указом Президиума Верховного Совета СССР от 26 октября 1943 года старшему сержанту Путилову Сидору Антоновичу было присвоено звание Героя Советского Союза.
15 октября 1943 года с удержанных на правом берегу Днепра плацдармов войска Степного фронта (с 20 октября 1943 года — 2-й Украинский фронт) перешли в наступление в рамках Пятихатской операции. Ожесточённое сражение развернулось в долине реки Ингулец северо-западнее Кривого Рога. 30 октября 1943 года 30-я отдельная истребительно-противотанковая бригада без поддержки пехоты была брошена на танкоопасное направление к западу от райцентра Петрово. Перед бригадой была поставлена задача не допустить прорыва немецких танков к переправам через Ингулец. 1844-й истребительно-противотанковый полк занял позиции в районе командной высоты 169,9 (курган Могила-Чубатая). Кровопролитный бой артиллеристов с немецкими танками за высоту продолжался около трёх часов. Выполняя боевую задачу по обеспечению связью командного пункта полка с батареями старший сержант С. А. Путилов погиб. Похоронен Сидор Антонович в братской могиле советских воинов в городе Петрово Кировоградской области Украины.

## Награды
- Медаль «Золотая Звезда» (26.10.1943);
- орден Ленина (26.10.1943);
- медаль «За отвагу» (07.08.1943).

## Память
- Именем Героя Советского Союза С. А. Путилова названы улицы в городе Тюмень, посёлке Голышманово и деревне Лапушина.
- Мемориальная доска в честь Героя Советского Союза С. А. Путилова установлена на здании отдела полиции № 5 Ленинского района Екатеринбурга а также на здании Средней школы села Средние Чирки Голышмановского района Тюменской области.

## Документы
- Общедоступный электронный банк документов «Подвиг Народа в Великой Отечественной войне 1941—1945 гг.» Дата обращения: 22 июля 2013. Архивировано из оригинала 13 марта 2012 года.

Представление к званию Героя Советского Союза и указ ПВС СССР о присвоении звания. Дата обращения: 22 июля 2013. Архивировано 5 сентября 2013 года.
Медаль «За отвагу» (наградной лист и приказ о награждении). Дата обращения: 22 июля 2013. Архивировано 5 сентября 2013 года.
- Обобщённый банк данных «Мемориал». Дата обращения: 22 июля 2013. Архивировано из оригинала 10 мая 2012 года.

ЦАМО, ф. 58, оп. 18001, д. 1250.
Информация из списка захоронения ЗУ380-12-625.
Учётная карточка захоронения ЗУ380-12-625.
Схема захоронения ЗУ380-12-625.